# Rhodochaetaceae
Rhodochaetaceae Schmitz in Engler & Prantl, 1896, segundo o sistema de classificação de Hwan Su Yoon et al. (2006), é o nome botânico de uma família de algas vermelhas pluricelulares da ordem Rhodochaetales.

## Gêneros
- Rhodochaete